# Sweltsa zhiltzovae
Sweltsa zhiltzovae is een steenvlieg uit de familie groene steenvliegen (Chloroperlidae). De wetenschappelijke naam van de soort is voor het eerst geldig gepubliceerd in 2010 door Zwick.